# Stade de Reims 1959-1960
Questa voce raccoglie le informazioni riguardanti lo Stade de Reims nelle competizioni ufficiali della stagione 1959-1960.

## Stagione
Nel corso del campionato lo Stade Reims lottò per la vittoria finale contro il Nîmes, prendendo alla sesta giornata il testimone dei campioni in carica del Nizza. Soli al comando per quattro giornate, i Rouges et blancs persero lo scontro diretto e, in apertura del girone di andata, persero terreno fino a ritrovarsi a -5 sui Coccodrilli. Nelle gare successive lo Stade Reims diede il via ad una rimonta che, gradualmente, li portò a sorpassare definitivamente i rivali alla trentunesima giornata e ad acquisire un vantaggio di cinque punti alla vigilia dello scontro diretto. Con la vittoria per 3-0 nello scontro diretto, lo Stade Reims ottenne con tre gare di anticipo il quinto titolo nazionale e la qualificazione alla Coppa dei Campioni.
In Coppa di Francia lo Stade Reims venne eliminato in semifinale dai futuri vincitori del Monaco; nei turni precedenti la squadra aveva eliminato alcune squadre provenienti dalle categorie inferiori e gli stessi rivali nella lotta al titolo nazionale del Nîmes, battuti per 3-2 agli ottavi di finale.

## Maglie
| Manica sinistra · Manica sinistra · Maglietta · Manica destra · Manica destra · Pantaloncini · Calzettoni |

## Rosa
| N. |                    | Ruolo | Calciatore        |
| -- | ------------------ | ----- | ----------------- |
|    | Francia (bandiera) | P     | Dominique Colonna |
|    | Francia (bandiera) | P     | René-Jean Jacquet |
|    | Francia (bandiera) | D     | Raoul Giraudo     |
|    | Francia (bandiera) | D     | Robert Jonquet    |
|    | Francia (bandiera) | D     | Bruno Rodzik      |
|    | Francia (bandiera) | D     | Jean Wendling     |
|    | Francia (bandiera) | C     | Claude Dubaële    |
|    | Francia (bandiera) | C     | Lucien Muller     |
|    | Francia (bandiera) | C     | Robert Siatka     |

| N. |                    | Ruolo | Calciatore      |
| -- | ------------------ | ----- | --------------- |
|    | Francia (bandiera) | A     | Raymond Baratto |
|    | Francia (bandiera) | A     | Robert Bérard   |
|    | Francia (bandiera) | A     | Edmond Biernat  |
|    | Francia (bandiera) | A     | Just Fontaine   |
|    | Francia (bandiera) | A     | Raymond Kopa    |
|    | Francia (bandiera) | A     | Michel Leblond  |
|    | Francia (bandiera) | A     | Roger Piantoni  |
|    | Francia (bandiera) | A     | Jean Vincent    |